# Rosebery Provincial Park
Der Rosebery Provincial Park ist ein 32 Hektar (ha) großer Provincial Park im Südosten der kanadischen Provinz British Columbia. Der Park liegt etwa 6 Kilometer nördlich von New Denver im Regional District of Central Kootenay, am Highway 6.

## Anlage
Der Park liegt östlich des Highway 6 in der Kokanee Range, welche als Teil der Slocan Ranges eine Unterkette der Selkirk Mountains ist, und zieht sich nördlich am Wilson Creek entlang.
Bei dem Park handelt es sich um ein Schutzgebiet der IUCN-Kategorie II (Nationalpark).

## Geschichte
Der Park wurde im Jahr 1959 eingerichtet. Im Laufe der Zeit wurden die Parkgrenzen neu festgelegt. Seit 2000 hat der Park eine Fläche von 32 ha.
Wie bei fast allen Provinzparks in British Columbia gilt jedoch auch für diesen, dass er – lange bevor die Gegend von Einwanderern besiedelt oder Teil eines Parks wurde – Jagd- und Fischereigebiet verschiedener Stämme der First Nations, hier der Okanogan, war.

## Flora und Fauna
Das Ökosystem von British Columbia wird mit dem Biogeoclimatic Ecological Classification (BEC) Zoning System in verschiedene biogeoklimatischen Zonen eingeteilt. Diese biogeoklimatischen Zonen zeichnen sich durch ein grundsätzlich identisches oder sehr ähnliches Klima sowie gleiche oder sehr ähnliche biologische und geologische Voraussetzungen aus. Daraus resultiert in den jeweiligen Zonen dann auch ein sehr ähnlicher Bestand an Pflanzen und Tieren. Innerhalb des Ökosystems von British Columbia wird das Parkgebiet der Dry Warm Subzone der Interior Cedar-Hemlock Zone (ICHdw) zugeordnet.

## Aktivitäten
Der Park verfügt über einen Campingplatz mit 33 Stellplätzen für Zelte und Wohnmobile sowie über einfache Sanitäranlagen.